# Axis mundi

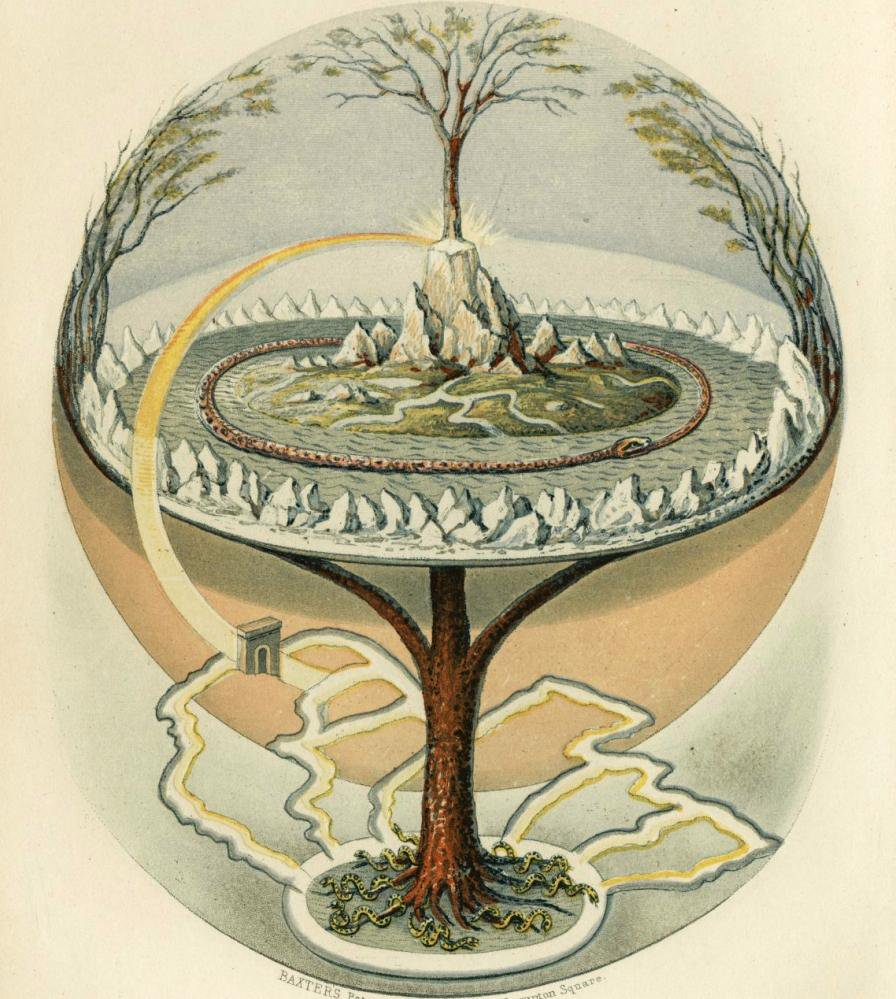
El árbol Yggdrasil de la mitología nórdica era símbolo del axis mundi que atravesaba y comunicaba los tres mundos de la realidad sagrada.

Axis mundi o eje del mundo es un símbolo ubicuo presente en numerosas culturas. La idea expresa un punto de conexión entre el cielo y la tierra en el que convergen todos los rumbos de una brújula. En este punto, los viajes y las correspondencias son hechas entre reinos superiores e inferiores. La comunicación de los reinos inferiores puede ascender a los superiores y las bendiciones de estos reinos superiores pueden descender a los inferiores y diseminarse por todos ellos. Este espacio funciona como ombligo y punto de partida del mundo.
El axis mundi aparece en muchas regiones del mundo adoptando diversas formas. La imagen es a la vez femenina y masculina. Puede tener la forma de algo natural (una montaña, un árbol, una columna de humo o fuego, una parra, un tallo) o de un producto de manufactura humana (una torre, una escalera, un pilar, una cruz, un campanario, una cuerda, una aguja). La imagen aparece tanto en contextos religiosos como seculares. El símbolo puede encontrarse en culturas chamánicas o basadas en creencias animistas, en las principales religiones del mundo y en civilizaciones urbanas tecnológicamente avanzadas. En palabras de Mircea Eliade, "todo microcosmos, toda región inhabitada, tiene un centro; esto es, un lugar que es sagrado por encima de todo".

## Antecedentes
El símbolo se origina en una universal y natural percepción psicológica: que el lugar que uno ocupa se sitúa en "el centro del mundo". Este espacio sirve de microcosmos ordenador porque es conocido y está asentado. Fuera de los límites del microcosmos, se encuentran reinos extranjeros que, por ser desconocidos y desordenados, representan el caos, la muerte y la noche. Desde el centro uno puede aventurarse hacia cualquiera de los cuatro puntos cardinales, hacer descubrimientos y establecer nuevos centros que pasan a ser nuevos reinos conocidos y asentados. El nombre de China, "Reino Intermedio", es a menudo interpretado como una expresión de una antigua percepción sobre el gobierno chino ocupando el centro del mundo, con otras tierras estableciéndose en varias direcciones respecto a él.
Dentro del universo central conocido, un lugar específico --a menudo una montaña u otro lugar elevado, un sitio donde cielo y tierra están más cercanos-- tiene el estatus de centro del centro, el axis mundi. Las altas montañas son típicamente vistas como sagradas por las gentes que viven cerca de ellas. En las cumbres o en las bases de estas montañas a menudo fueron levantados santuarios. La montaña más alta de Japón, el Monte Fuji, desde hace tiempo ha simbolizado el eje del mundo en la cultura japonesa. El volcán Teide era para los aborígenes canarios una especie de Axis mundi. Las montañas Kunlun han desempeñado un papel similar en China. Para los antiguos hebreos, el Monte Sion representó este símbolo. Las creencias de los Sioux tomaron Black Hills como axis mundi. El Kailāsh es sagrado para el hinduísmo y varias religiones del Tíbet. Los pitjantjatjara de Australia consideran al Uluru un elemento central de su mundo y su cultura. En la antigua Mesopotamia, los sumerios y los babilonios construyeron montañas artificiales llamadas zigurats que fueron consideradas las moradas de los dioses. Las culturas precolombinas de México también erigieron grandes pirámides con escaleras que conducían al cielo; la cultura Azteca por ejemplo, lo identificaba con la cuenca de Anáhuac hoy Ciudad de México (de hecho México significa: "En el ombligo de la luna"). En el entorno andino, el centro ceremonial de Chavin de Huantar era considerado también como axis mundi. La escalera de Jacob es una imagen del axis mundi, tal como lo es el Monte del Templo. Entre los cristianos, este símbolo está expresado en la cruz situada en el Monte Calvario. Monasterios de todas las religiones tienden, como los santuarios, a situarse en puntos elevados.

## Multiplicidades

### Lugares
Debido a que el axis mundi es una idea que unifica varias imágenes concretas, no hay contradicción en ver múltiples lugares como "el centro del mundo". El símbolo puede operar en varios lugares al mismo tiempo. Los griegos antiguos veían varios lugares distintos como el ombligo del mundo, destacando el oráculo de Delfos, mientras todavía mantenían la creencia en un árbol-mundo cósmico y en el Monte Olimpo como morada de los dioses. El Judaísmo tiene el Monte del Templo y el monte Sinaí, el Cristianismo tiene el Monte de los Olivos y el Calvario, el Islam tiene La Meca y el Monte del Templo (Cúpula de la Roca). Además del Kunlun, la antigua China reconocía cuatro montañas más como pilares del mundo.